# Igor Wiktorowitsch Krasnow

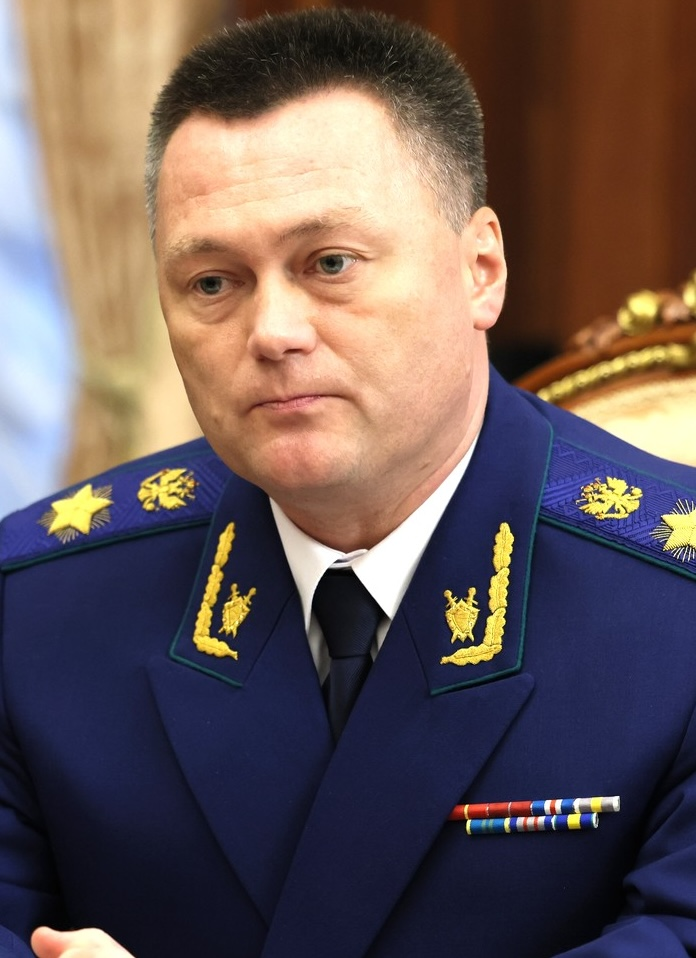
Igor Krasnow (2023)

Igor Wiktorowitsch Krasnow (russisch Игорь Викторович Краснов; * 24. Dezember 1975 in Archangelsk, RSFSR, UdSSR) ist ein russischer Jurist. Seit 2020 ist er Generalstaatsanwalt der Russischen Föderation.

## Leben
Krasnow studierte Rechtswissenschaft an der Staatlichen Lomonossow-Universität Pomorskij in Archangelsk und absolvierte diese 1998.
Seit 1997 ist Krasnow bei den Strafverfolgungsbehörden tätig. 2007 wurde er Mitglied des Ermittlungsausschusses der Staatsanwaltschaft von Russland.
Krasnow war in die Untersuchung vieler hochkarätiger Kriminalfälle involviert, unter anderem die Ermordung von Stanislaw Markelow und Anastassija Baburowa. Er war zudem Leiter der Ermittlungsgruppe im Mordfall Boris Nemzow im Februar 2015.
Am 30. April 2016 wurde er zum stellvertretenden Vorsitzenden des Ermittlungsausschusses von Russland ernannt. Am 22. Januar berief ihn Wladimir Putin zum Generalstaatsanwalt Russlands.
Wegen des Giftanschlags auf Alexei Nawalny wurde Krasnow im Jahr 2021 von der EU, USA und Kanada sanktioniert. Er gilt als Initiator für die behördliche Auflösung der Menschenrechtsorganisation Memorial im Dezember 2021.